# توبياس أونغر
توبياس أونغر (بالألمانية: Tobias Unger)‏ هو عداء سريع ألماني، ولد في 10 يوليو 1979 في ميونخ في ألمانيا.

## وصلات خارجية
- توبياس أونغر على موقع الاتحاد الدولي لألعاب القوى (الإنجليزية)
- توبياس أونغر على موقع أوليمبيديا (الإنجليزية)
- توبياس أونغر على موقع اللجنة الأولمبية الألمانية (الألمانية)